# Station Ostseebad Binz
Station Ostseebad Binz is een eindstation in de Duitse plaats Binz in de deelstaat Mecklenburg-Voor-Pommeren.

## Treinverbindingen 2018

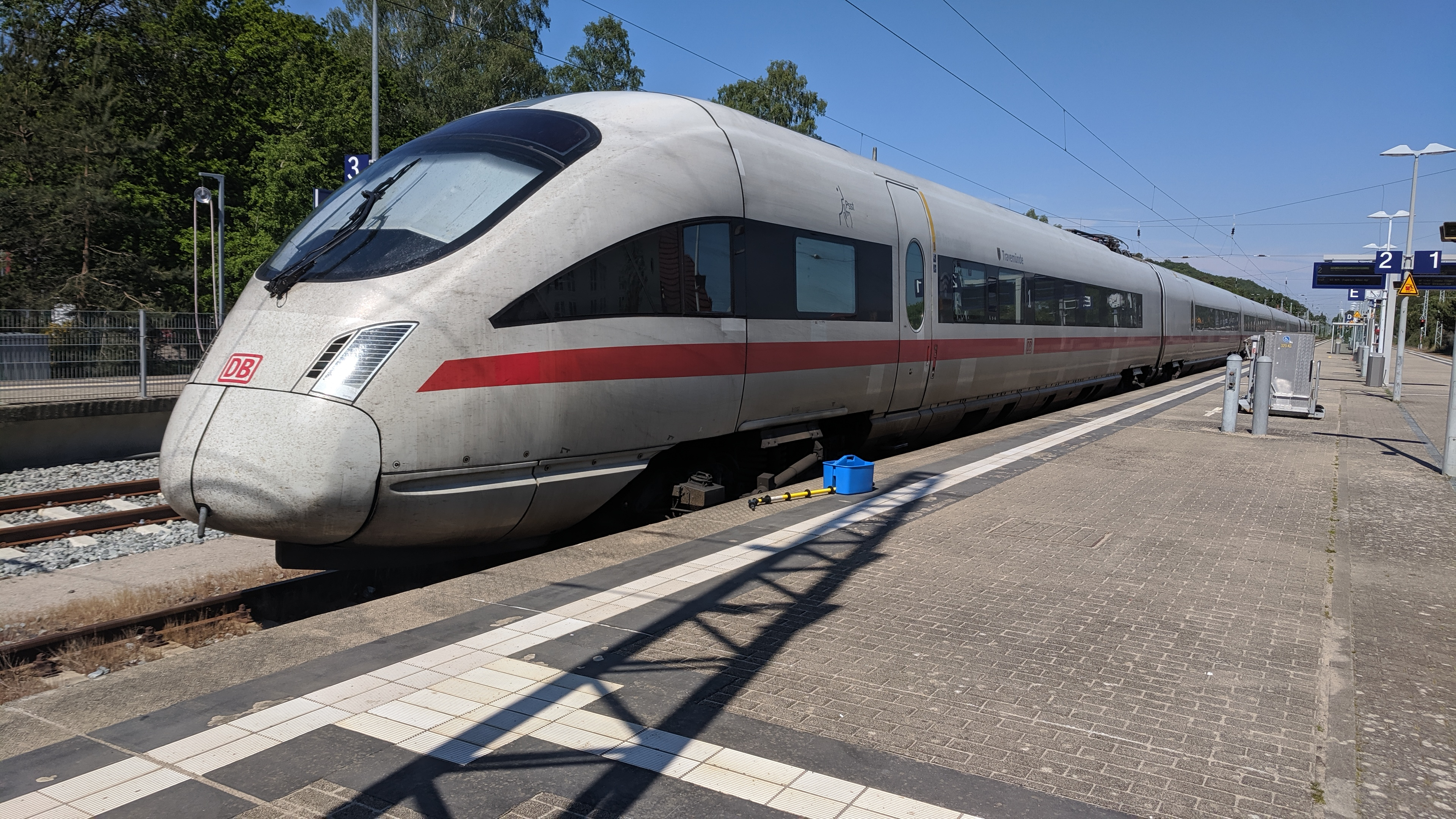
ICE staat klaar aan het perron

Het station wordt ook bediend door de DB Fernverkehr (Langeafstandsverkeer) en ICE, de volgende treinseries doen station Binz aan
| Serie  | Treinsoort       | Route | Bijzonderheden                                                                                             |
| ------ | ---------------- | --- | --- |
| ICE 10 | DB Fernverkehr   | Ostseebad Binz – Stralsund Hbf – Rostock Hbf – Neustrelitz – Berlin Hbf – Potsdam Hbf – Brandenburg Hbf – Magdeburg Hbf – Braunschweig Hbf – Hannover Hbf – Bielefeld Hbf – Hamm (Westf) – Dortmund Hbf – Essen Hbf – Duisburg Hbf – Düsseldorf Hbf – Köln Hbf | 1 x per dag, rijdt alleen op vrijdag vanaf Ostseebad Binz, zaterdag 1x per dag vanaf Köln Hbf              |
| ICE 15 | DB Fernverkehr   | Ostseebad Binz – Bergen auf Rügen – Stralsund Hbf – Greifswald – Züssow – Anklam – Pasewalk – Prenzlau – Angermünde – Eberswalde – Berlin Gesundbrunnen – Berlin(Tief)Hbf – Berlin Südkreuz – Lutherstadt Hbf – Leipzig Hbf – Erfurt Hbf – Bamberg – Nürnberg Hbf – München Hbf | 1 x per dag, op zondag 2 x per dag.                                                                        |
| IC 28  | DB Fernverkehr   | Ostseebad Binz – Bergen auf Rügen – Stralsund Hbf – Greifswald – Züssow – Anklam – Pasewalk – Prenzlau – Angermünde – Eberswalde – Berlin Gesundbrunnen – Berlin(Tief)Hbf – Berlin Südkreuz | rijdt aantal dagen in de week, van 30 jan t/m 4 okt 2020                                                   |
| IC 26  | DB Fernverkehr   | (Ostseebad Binz – Prora – Bergen auf Rügen – Stralsund Hbf) – Velgast – Ribnitz-Damgarten West – Rostock Hbf – Bad Kleinen – Schwerin Hbf – Hamburg Hbf – Hamburg-Harburg – Lüneburg – Uelzen – Celle – Hannover Hbf – Göttingen – Kassel-Wilhelmshöhe – Wabern (Bz Kassel) – Treysa – Stadtallendorf – Marburg – Gießen – Friedberg – Frankfurt (Main) Hbf – Darmstadt – Bensheim – Weinheim – Heidelberg – Wiesloch-Walldorf – Bruchsal – Karlsruhe-Durlach – Karlsruhe Hauptbahnhof | Enkele treinen per dag, gedeeltelijk tot Hamburg-Harburg of Hannover Hbf.                                  |
| IC 30  | DB Fernverkehr   | (Ostseebad Binz – Bergen – Stralsund Hbf) – Velgast – Ribnitz - Ribnitz-Damgarten West – Bützow – Schwerin Hbf – Hamburg Hbf – Bremen Hbf – Osnabrück Hbf – Münster Hbf – Dortmund Hbf – Bochum Hbf – Essen Hbf – Duisburg Hbf – Düsseldorf Hbf – Köln Hbf – Bonn Hbf – Koblenz Hbf – Mainz Hbf – Mannheim Hbf – Vaihingen – Stuttgart Hbf - ( Bruchsal - Karlsruhe-Durlach - Karlsruhe Hbf - Rastatt - Offenburg)                                                                     | 1 x per dag richting Stuttgart Hbf, de tegenovergestelde trein richting Ostseebad Binz start in Offenburg. |
| RE 9   | Regional-Express | Ostseebad Binz – Prora Ost – Prora – Lietzow (Rügen) – (Bergen auf Rügen – Teschenhagen - Samtens - Rambin - Altefähr - Stralsund Rügendamm - Stralsund Hbf - Stralsund-Grünhufe - Martensdorf - Velgast - Buckenhorst - Altenwillershagen - Ribnitz-Damgarten Ost - Ribnitz-Damgarten West - Gelbensande - Rövershangen - Rostock Hbf) | 1 x per uur, enkele treinen rijden verder tot Stralsund Hbf of Rostock Hbf                                 |